# Бросна
Бро́сна (ирл. An Bhrosnach, англ. River Brosna) — река в центральной части Ирландии, левый приток Шаннона.
Истоком реки является озеро Лох-Оуэл около города Маллингар, после чего она течёт в юго-западном направлении через графства Уэстмит и Оффали до своего устья — реки Шаннон. Длина — 79 км.
В реке водится кумжа, а также лосось. Однако в 2010—2020 годы Бросна пострадала из-за сброса неочищенных сточных вод в районе Маллингара во время штормов.
В конце 1940-х годов на реке были проведены работы по очистке русла и улучшению дренажа, стоившие 750 тысяч ирландских фунтов. Это произошло в рамках широкомасштабной программы по снабжению слабообеспеченных районов страны водными ресурсами. Кроме этого, Бросна используется местным населением в качестве объекта рекреации. В конце 2008 года река была отведена от дороги N52 рядом с Маллингаром, чтобы разместить новую кольцевую развязку и мост.

## Галерея

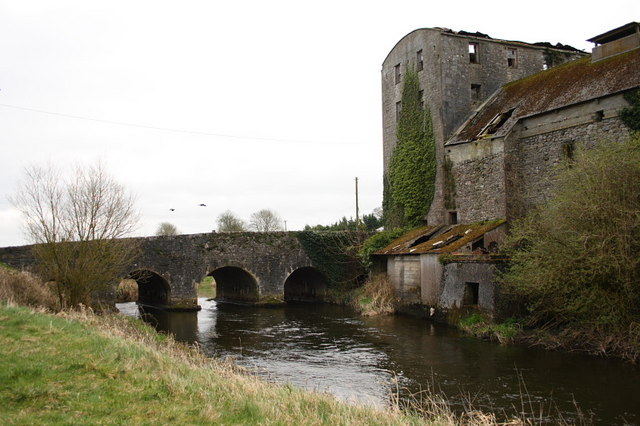
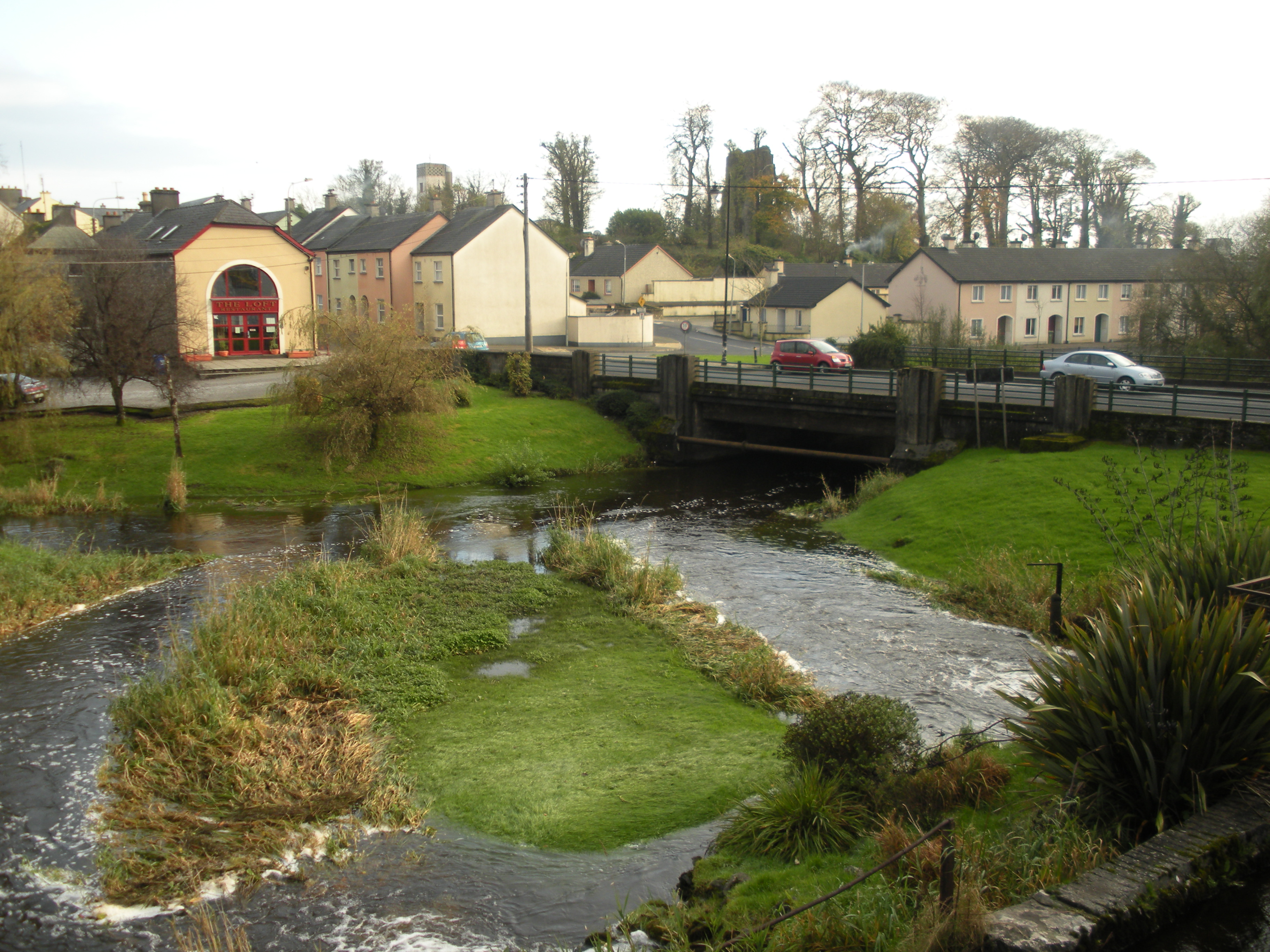
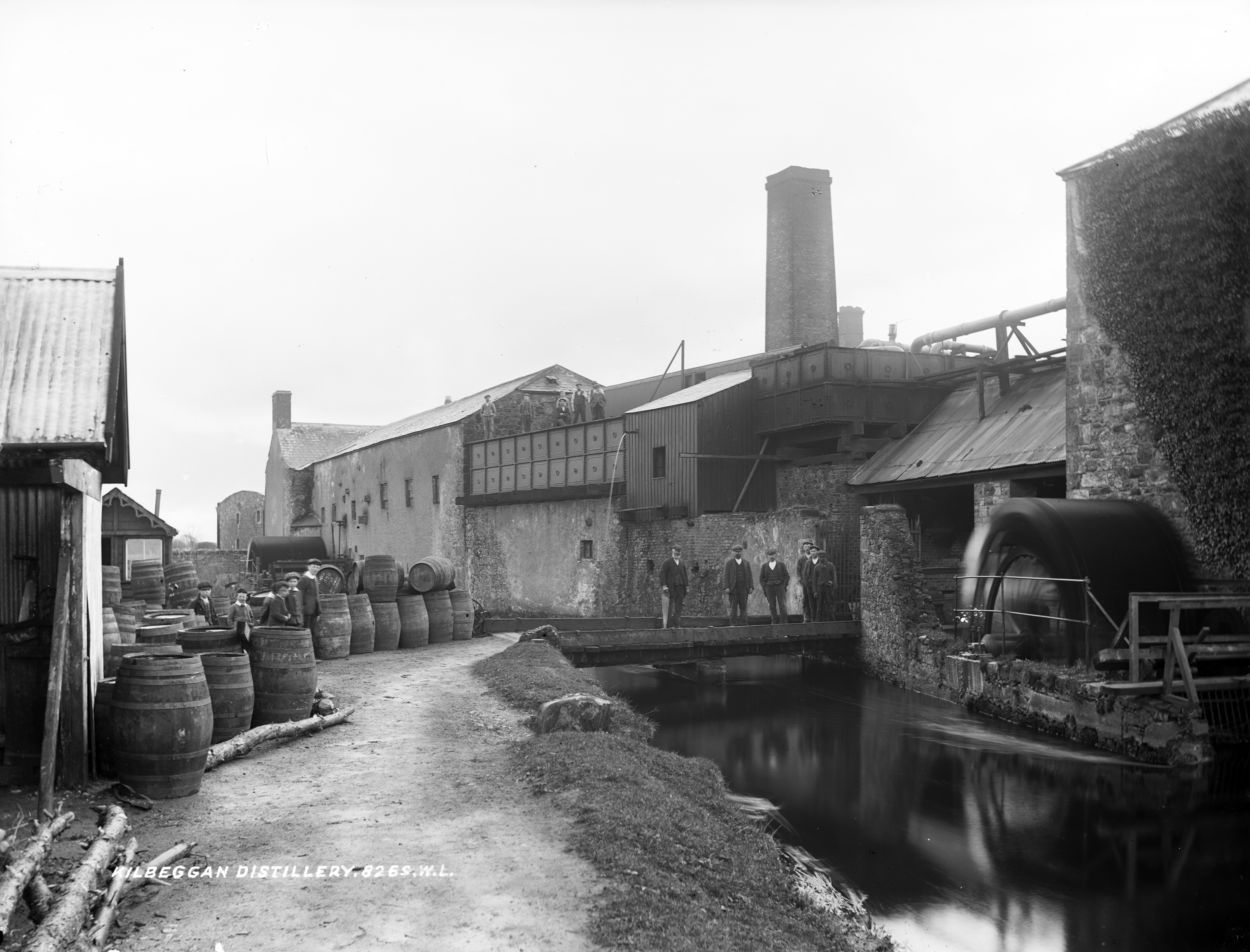
Бросна в 1905 году
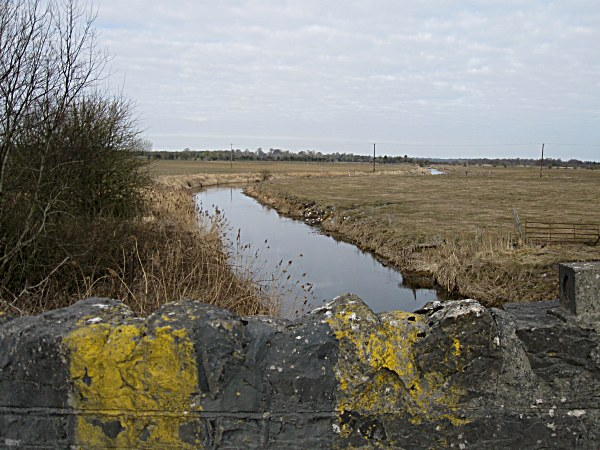